# Doris Wittner
Doris Wittner, geborene Levy (geboren 25. März 1880 in Berlin; gestorben 12. März 1937 ebenda) war eine deutsche Schriftstellerin und Journalistin.

## Leben
Doris Wittner war Tochter des politischen Chefleitartiklers der Vossischen Zeitung, Isidor Levy, und dessen Ehefrau Jacobine Klausner. Sie wuchs in der Dienstwohnung des Vaters im Verlagshaus auf.
In ihrem Elternhaus wurde sie „sorgfältig und weltoffen“ erzogen. Noch zur Zeit des deutschen Kaiserreichs redigierte sie von 1911 bis 1914 die Frauenbeilage der Vossischen Zeitung, zudem verfasste sie Kritiken zu Literatur und Theateraufführungen.

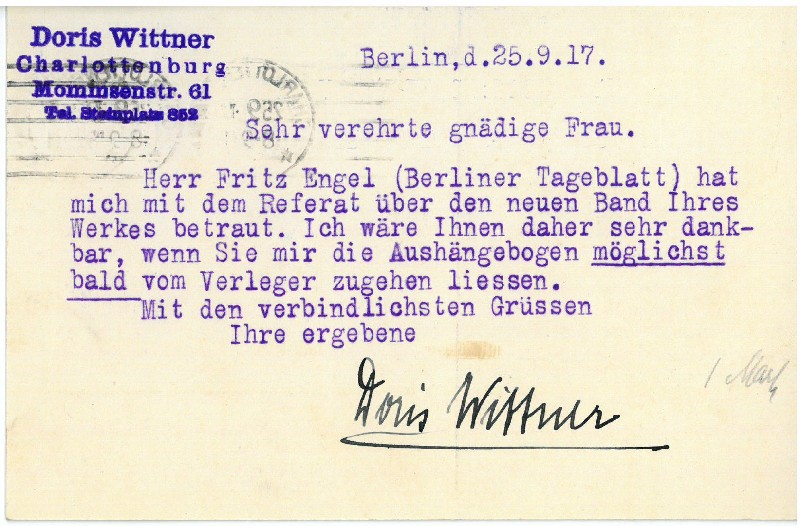
Eigenhändig unterzeichnete Postkarte Wittners aus der Mommsenstraße 16 vom 25. September 1917 mit Bezug auf einen Auftrag von Fritz Engel vom Berliner Tageblatt hinsichtlich eines neu erschienenen Werkes der Feministin und Sexualreformerin Grete Meisel-Hess

Neben ihrer journalistischen Tätigkeit verfasste Wittner zudem belletristische Schriften wie beispielsweise den 1913 erschienenen Roman Drei Frauen. Das Liebesleben Napoleons. Im Roman Die Geschichte der kleinen Fliege (1915) behandelte sie Heinrich Heines letzte Liebe.
Nach dem Ersten Weltkrieg arbeitete Wittner als Chefredakteurin der Zeitschrift Der Roland von Berlin.
Zwischen 1929 und 1930 erschien Wittners Artikel Moderne Kunst und Emigration in Paris mit Aufnahmen der Fotografin Ruth Asch in der Zeitschrift Das Leben.
1931 wirkte Wittner als Mitherausgeberin der Freien jüdische Monatsschau mit dem Untertitel eine Revue für Politik, Literatur, Wissenschaft und Kunst.
Doris Wittner war Mitglied im Reichsverband der Deutschen Presse, im Schutzverband deutscher Schriftsteller sowie im Verband deutscher Erzähler. Nach der Machtübernahme durch die Nationalsozialisten im Jahr 1933 durfte sie jedoch nur noch in den dem Judentum zugerechneten Publikationen veröffentlichen. In der Folge wandte sie sich dem Zionismus zu.

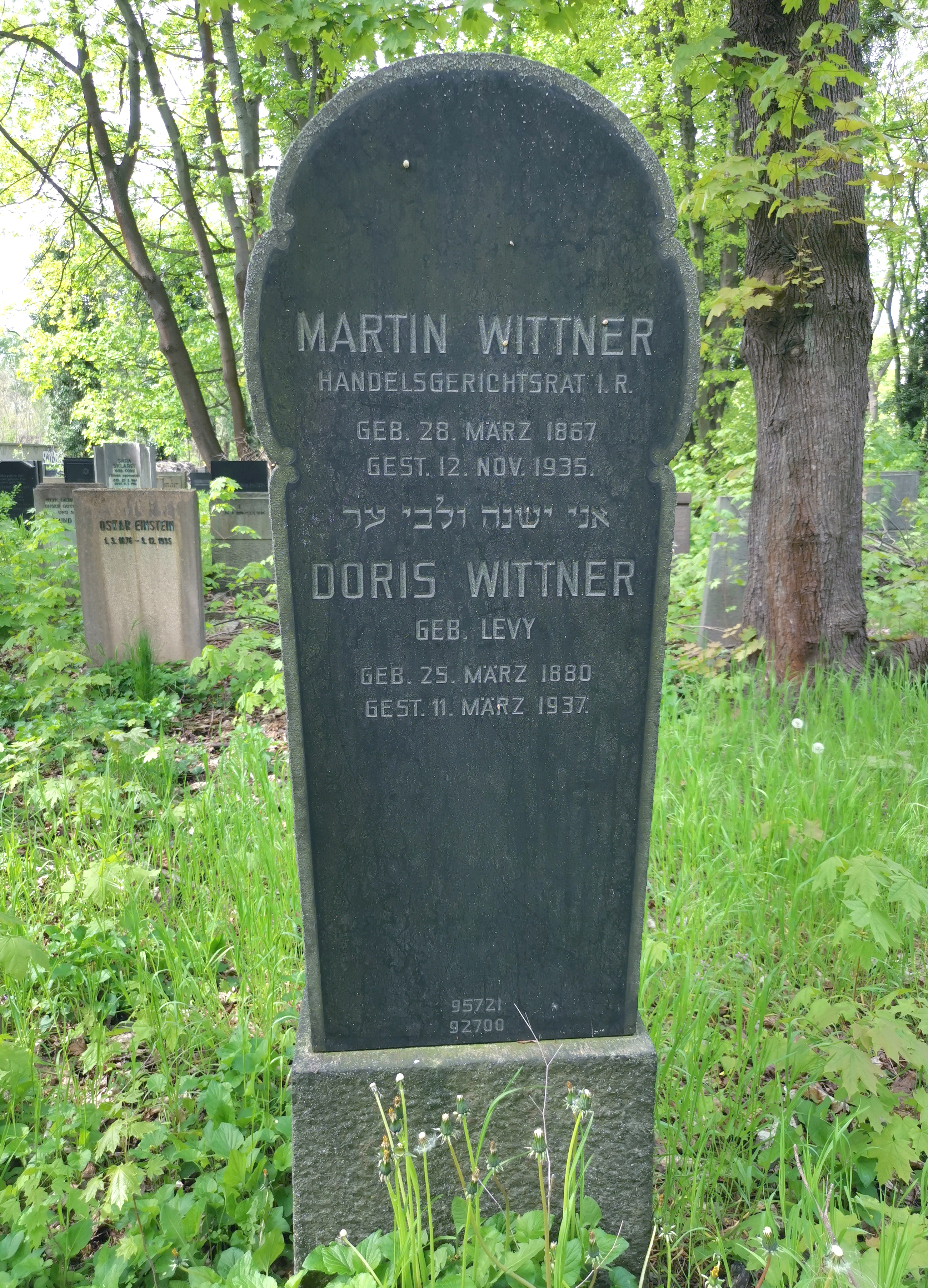
Grabstelle auf dem Jüdischen Friedhof Berlin-Weißensee

1935 begleitete Wittner als Sonderberichterstatterin im Auftrag des Israelitischen Familienblatts eine Reisegruppe nach Palästina.
Wittner verstarb am 12. März 1937 kurz vor ihrem 57. Geburtstag in der Kaiserallee 21 (heute Bundesallee) in Berlin-Wilmersdorf. Sie war bereits Witwe; sie starb anderthalb Jahre nach ihrem Ehemann nach einer Operation, die eine längere schwere Krankheit erforderlich gemacht hatte. Beigesetzt wurde sie auf dem Jüdischen Friedhof Berlin-Weißensee (Feld N 7).

## Schriften (Auswahl)
- Drei Frauen. Das Liebesleben Napoleons. Roman. Grethlein, Leipzig 1913.
- Das Thaulow-Museum in Kiel, eine Stätte der Überraschungen. In: Die Heimat, Juni 1914, Band 24, Heft 6, S. 162–165 (Digitalisat).
- Die Geschichte der kleinen Fliege. Ein Heine-Roman. Grethlein, Leipzig 1915.
  - Neuauflage, Berlin: Maschler, [1931]
- Moderne Kunst und Emigration in Paris mit Aufnahmen von Ruth Asch. In: Das Leben, 1929/1930, Band 7, Heft 2, S. 57 ff.; online-Digitalisat über den Fachinformationsdienst Kunst – Fotografie – Design Arthistoricum.net